# Samuel Wilson (calciatore)
Samuel Israel Wilson Rostrán (Chinandega, 4 aprile 1983) è un calciatore nicaraguense, attaccante dell'UNAN Managua.

## Caratteristiche tecniche
È un'ala destra.

## Carriera

### Club
Comincia a giocare nella squadra della sua città, il Chinandega, in cui milita per fino al 2006. Nel 2006 passa al Real Estelí. Dopo una breve esperienza all'Atlético Olanchano, nel 2008 torna al Real Estelí.

### Nazionale
Ha debuttato in Nazionale nel 2001. Ha partecipato, con la maglia della Nazionale, alla Gold Cup 2009. È rimasto nel giro della Nazionale fino al 2013.

## Palmarès

### Club

#### Competizioni nazionali
- Primera División de Nicaragua: 9

Real Estelí: 2006-2007, 2007-2008, 2008-2009, 2010-2011, 2011-2012, 2012-2013, 2013-2014, 2014-2015, 2015-2016